# اتیوپی ۱۴۳۲
سیارک ۱۴۳۲ (به انگلیسی: 1432 Ethiopia، نامگذاری:1937PG) هزار و چهارصد و سی و دومین سیارک کشف شده‌است که در ۱ اوت ۱۹۳۷ کشف شد.
قدر مطلق سیارک برابر ۱۱٫۷۰ است.